# Waterpoort (Zwolle)

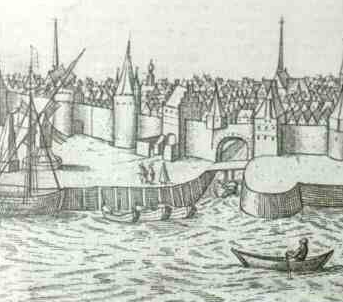
Waterpoort met daaronder de Grote Aa.

De Waterpoort is een voormalige stadspoort in de stadsmuur van Zwolle ten zuiden van het huidige Rodetorenplein.
Door deze poort stroomde de Grote Aa van het Zwarte Water naar het centrum van de stad Zwolle.
Poorten: Diezerpoort · Kamperpoort · Luttekepoort · Rode Toren · Sassenpoort · Steenpoort · Vispoort · Waterpoort

Bestaande torens: Pelsertoren · Wijndragerstoren · Zwanentoren